# Salzberg (Neuenstein)
Salzberg ist ein Ortsteil der Gemeinde Neuenstein im osthessischen Landkreis Hersfeld-Rotenburg.
Der Ort liegt im Knüllgebirge am Oberlauf des Geisbachs.

## Geschichte

### Ortsgeschichte

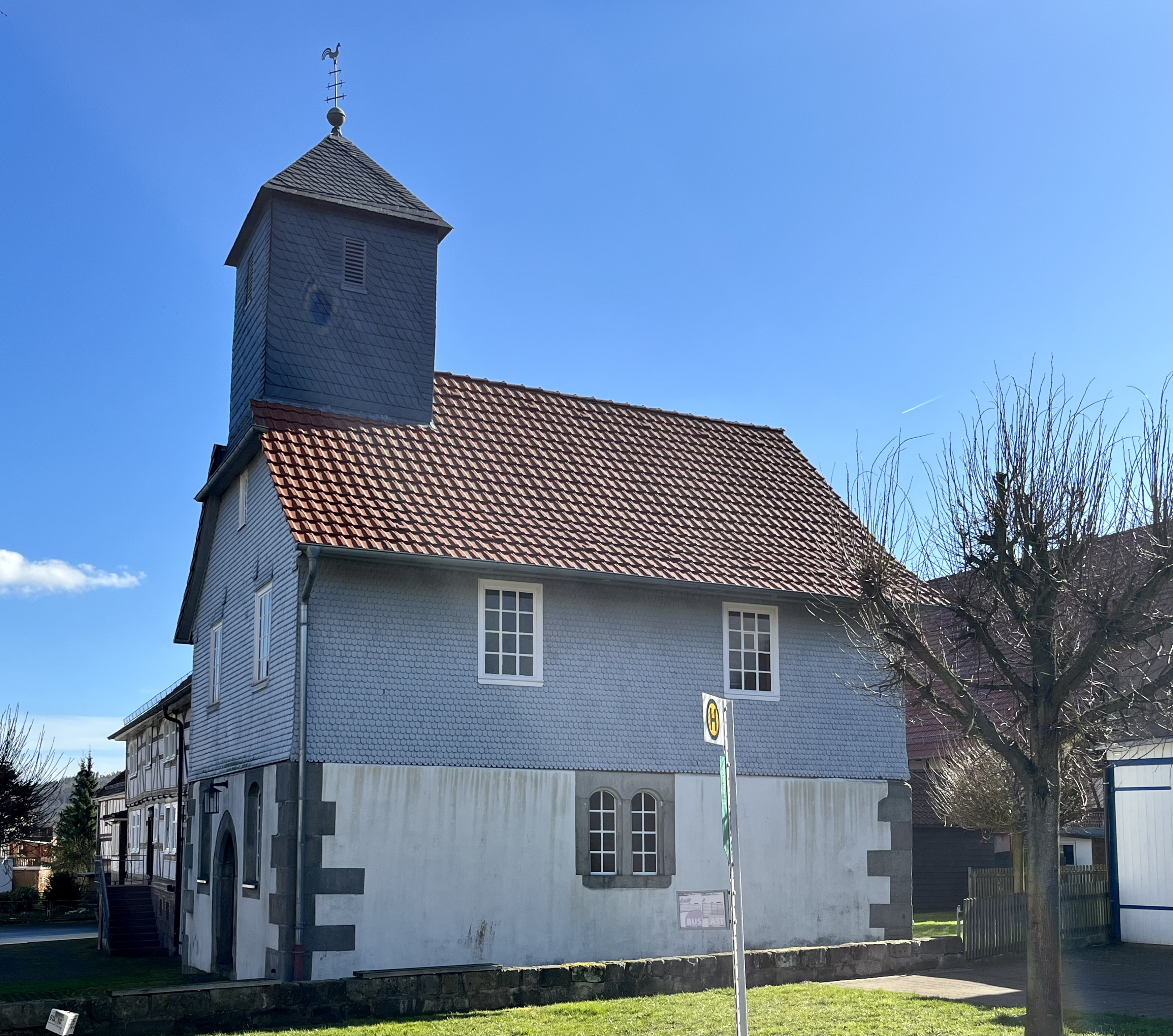
Evangelische Kirche

Erstmals genannt wurde der Ort im Jahre 1190, als er an das Kloster Hersfeld verschenkt wurde.
Im Zuge der Gebietsreform in Hessen fusionierten zum 31. Dezember 1971 die bis dahin selbständigen Gemeinden Aua, Gittersdorf, Mühlbach, Raboldshausen, Saasen, Salzberg und Untergeis freiwillig zur neuen Gemeinde Neuenstein. Für die ehemaligen Gemeinden wurde je ein Ortsbezirk mit Ortsbeirat und Ortsvorsteher nach der Hessischen Gemeindeordnung eingerichtet.

### Verwaltungsgeschichte im Überblick
Die folgende Liste zeigt die Staaten und Verwaltungseinheiten, denen Salzberg angehört(e):
- ab 1742: Heiliges Römisches Reich, Landgrafschaft Hessen-Kassel, Amt Homberg
- ab 1806: Landgrafschaft Hessen-Kassel, Amt Homberg
- 1807–1813: Königreich Westphalen, Departement der Werra, Distrikt Hersfeld, Kanton Schwarzenborn
- ab 1815: Kurfürstentum Hessen, Amt Homberg
- ab 1817: Kurfürstentum Hessen, Amt Neuenstein[7]
- ab 1821/22: Kurfürstentum Hessen, Provinz Niederhessen, Kreis Rotenburg[8][Anm. 2]
- ab 1823: Kurfürstentum Hessen, Provinz Niederhessen, Kreis Homberg
- ab 1848: Kurfürstentum Hessen, Bezirk Hersfeld
- ab 1851: Kurfürstentum Hessen, Provinz Niederhessen, Kreis Homberg
- ab 1867: Königreich Preußen, Provinz Hessen-Nassau, Regierungsbezirk Kassel, Kreis Homberg
- ab 1871: Deutsches Reich, Königreich Preußen, Provinz Hessen-Nassau, Regierungsbezirk Kassel, Kreis Homberg
- ab 1918: Deutsches Reich, Freistaat Preußen, Provinz Hessen-Nassau, Regierungsbezirk Kassel, Kreis Homberg
- ab 1932: Freistaat Preußen, Provinz Hessen-Nassau, Regierungsbezirk Kassel, Landkreis Fritzlar-Homberg
- ab 1944: Deutsches Reich, Freistaat Preußen, Provinz Kurhessen, Landkreis Fritzlar-Homberg
- ab 1945: Amerikanische Besatzungszone, Groß-Hessen, Regierungsbezirk Kassel, Landkreis Fritzlar-Homberg
- ab 1946: Amerikanische Besatzungszone, Land Hessen, Regierungsbezirk Kassel, Landkreis Fritzlar-Homberg
- ab 1949: Bundesrepublik Deutschland, Land Hessen, Regierungsbezirk Kassel, Landkreis Fritzlar-Homberg
- ab 1971: Land Hessen, Regierungsbezirk Kassel, Landkreis Hersfeld
- ab 1972: Land Hessen, Regierungsbezirk Kassel, Landkreis Hersfeld-Rotenburg, Gemeinde Neuenstein[Anm. 3]

## Bevölkerung

### Einwohnerstruktur 2011
Nach den Erhebungen des Zensus 2011 lebten am Stichtag, dem 9. Mai 2011, in Salzberg 114 Einwohner. Darunter waren keine Ausländer.
Nach dem Lebensalter waren 15 Einwohner unter 18 Jahren, 42 zwischen 18 und 49, 24 zwischen 50 und 64 und 33 Einwohner waren älter. Die Einwohner lebten in 48 Haushalten. Davon waren 15 Singlehaushalte, 12 Paare ohne Kinder und 15 Paare mit Kindern, sowie 6 Alleinerziehende und keine Wohngemeinschaften. In 12 Haushalten lebten ausschließlich Senioren und in 24 Haushaltungen lebten keine Senioren.

### Einwohnerentwicklung
| Quelle: Historisches Ortslexikon |                |
| • 11585:                         | 20 Hausgesesse |
| • 1742:                          | 35 Häuser      |
| • 1747:                          | 37 Hausgesesse |
| • 1768:                          | 236 Einwohner. |

| Salzberg: Einwohnerzahlen von 1834 bis 2020 | Salzberg: Einwohnerzahlen von 1834 bis 2020 | Salzberg: Einwohnerzahlen von 1834 bis 2020 | Salzberg: Einwohnerzahlen von 1834 bis 2020 | Salzberg: Einwohnerzahlen von 1834 bis 2020 |
| --- | ------------------------------------------- | ------------------------------------------- | ------------------------------------------- | ------------------------------------------- |
| Jahr |                                             |                                             |                                             | Einwohner                                   |
| 1834 | 1834                                        |                                             | 265                                         | 265                                         |
| 1840 | 1840                                        |                                             | 278                                         | 278                                         |
| 1846 | 1846                                        |                                             | 259                                         | 259                                         |
| 1852 | 1852                                        |                                             | 250                                         | 250                                         |
| 1858 | 1858                                        |                                             | 233                                         | 233                                         |
| 1864 | 1864                                        |                                             | 219                                         | 219                                         |
| 1871 | 1871                                        |                                             | 232                                         | 232                                         |
| 1875 | 1875                                        |                                             | 218                                         | 218                                         |
| 1885 | 1885                                        |                                             | 198                                         | 198                                         |
| 1895 | 1895                                        |                                             | 197                                         | 197                                         |
| 1905 | 1905                                        |                                             | 186                                         | 186                                         |
| 1910 | 1910                                        |                                             | 196                                         | 196                                         |
| 1925 | 1925                                        |                                             | 173                                         | 173                                         |
| 1939 | 1939                                        |                                             | 156                                         | 156                                         |
| 1946 | 1946                                        |                                             | 300                                         | 300                                         |
| 1950 | 1950                                        |                                             | 272                                         | 272                                         |
| 1956 | 1956                                        |                                             | 188                                         | 188                                         |
| 1961 | 1961                                        |                                             | 182                                         | 182                                         |
| 1967 | 1967                                        |                                             | 176                                         | 176                                         |
| 1970 | 1970                                        |                                             | 166                                         | 166                                         |
| 1980 | 1980                                        |                                             | ?                                           | ?                                           |
| 1990 | 1990                                        |                                             | ?                                           | ?                                           |
| 2000 | 2000                                        |                                             | ?                                           | ?                                           |
| 2011 | 2011                                        |                                             | 114                                         | 114                                         |
| 2020 | 2020                                        |                                             | 96                                          | 96                                          |
| Datenquelle: Historisches Gemeindeverzeichnis für Hessen: Die Bevölkerung der Gemeinden 1834 bis 1967. Wiesbaden: Hessisches Statistisches Landesamt, 1968. Weitere Quellen: LAGIS; Gemeinde Neuenstein; Zensus 2011 |                                             |                                             |                                             |                                             |

### Historische Religionszugehörigkeit
| • 1861: | alle Einwohner evangelisch-reformiert                                                                     |
| • 1885: | 194 evangelische (= 97,98 %), keine katholischen, 4 andere christlich-konfessionelle (= 2,02 %) Einwohner |
| • 1961: | 157 evangelische (= 86,26 %), 25 katholische (= 13,74 %) Einwohner                                        |

## Politik
Für Salzberg besteht ein Ortsbezirk (Gebiete der ehemaligen Gemeinde Salzberg) mit Ortsbeirat und Ortsvorsteher nach der Hessischen Gemeindeordnung. Der Ortsbeirat besteht aus fünf Mitgliedern. Bei den Kommunalwahlen in Hessen 2021 betrug die Wahlbeteiligung zum Ortsbeirat 68,97 %. Alle Mitglieder gehören der „Bürgerliste Salzberg“ (BLS) an. Der Ortsbeirat wählte Alfred Mandt zum Ortsvorsteher.

## Infrastruktur
Für die unter Denkmalschutz stehenden Kulturdenkmale des Ortes siehe die Liste der Kulturdenkmäler in Salzberg.
Im Ort gibt es ein Dorfgemeinschaftshaus. Die evangelische Kirche steht in der Ortsmitte und ist über dem Portal auf das Jahr 1554 datiert. Die Kirchengemeinde, seit 1608 evangelisch-reformiert, ist seit 1575 nach Raboldshausen eingepfarrt.
Durch das Dorf führt die Landesstraße 3155. Den öffentlichen Personennahverkehr stellen die Busse der Regionalverkehr Kurhessen mit der Linie 370 sicher.